# 新港大興宮
新港大興宮主祀保生大帝，新港居民又稱保生大帝廟或大道公廟，位於嘉義縣新港鄉大興村，為單殿式傳統廟宇建築。1985年（民國74年），由嘉義縣政府登錄為三級古蹟，現為縣定古蹟。

## 沿革
相傳明朝末年，一位吳姓先民從故鄉漳州府青礁慈濟宮迎請保生大帝金身來台，供奉於笨港自宅，也吸引附近居民前往敬拜，香火日漸鼎盛。到了1767年（乾隆三十二年），由笨港街的仕紳、商賈、醫生、信眾合力鳩資，建成笨港慈濟宮（沿用青礁慈濟宮之號），此即新港大興宮的前身。
1799年（嘉慶四年），笨港溪洪水橫溢，沖毀笨港街面。信眾遂於麻園寮（新港舊稱）現址重建新廟，至1804年（嘉慶九年）落成，由王得祿命名為「大興宮」，並敬獻一張桌案。1840年（道光二十年）及1858年（咸豐八年）歷經兩次重修，今日廟旁涼亭保存一塊咸豐八年的「大興宮重修喜捐緣金名碑」。
1904年（明治三十七年）及1906年（明治三十九年）雲嘉地區發生兩次大地震，大興宮受損甚巨，由當時的新港區街庄長林維朝倡議重修。廟內留有1907年（明治四十年）的木匾，刻記當時的奉獻人與修繕緣金。
1954年（民國四十三年）成立大興宮管理委員會，發動重修工程，強化廟體結構、重新彩繪門神等。1999年（民國八十八年）遭遇九二一大地震，至2004年（民國93年）完成重修，並新建涼亭、環保金爐、盥洗室、排水工程等設施。同年四月廿七日（農曆閏二月廿八日）舉行入火安座大典。

## 供奉神祇
正殿神龕主祀保生大帝。
龍邊神龕供奉福德正神。
虎邊神龕供奉虎爺。

## 古物

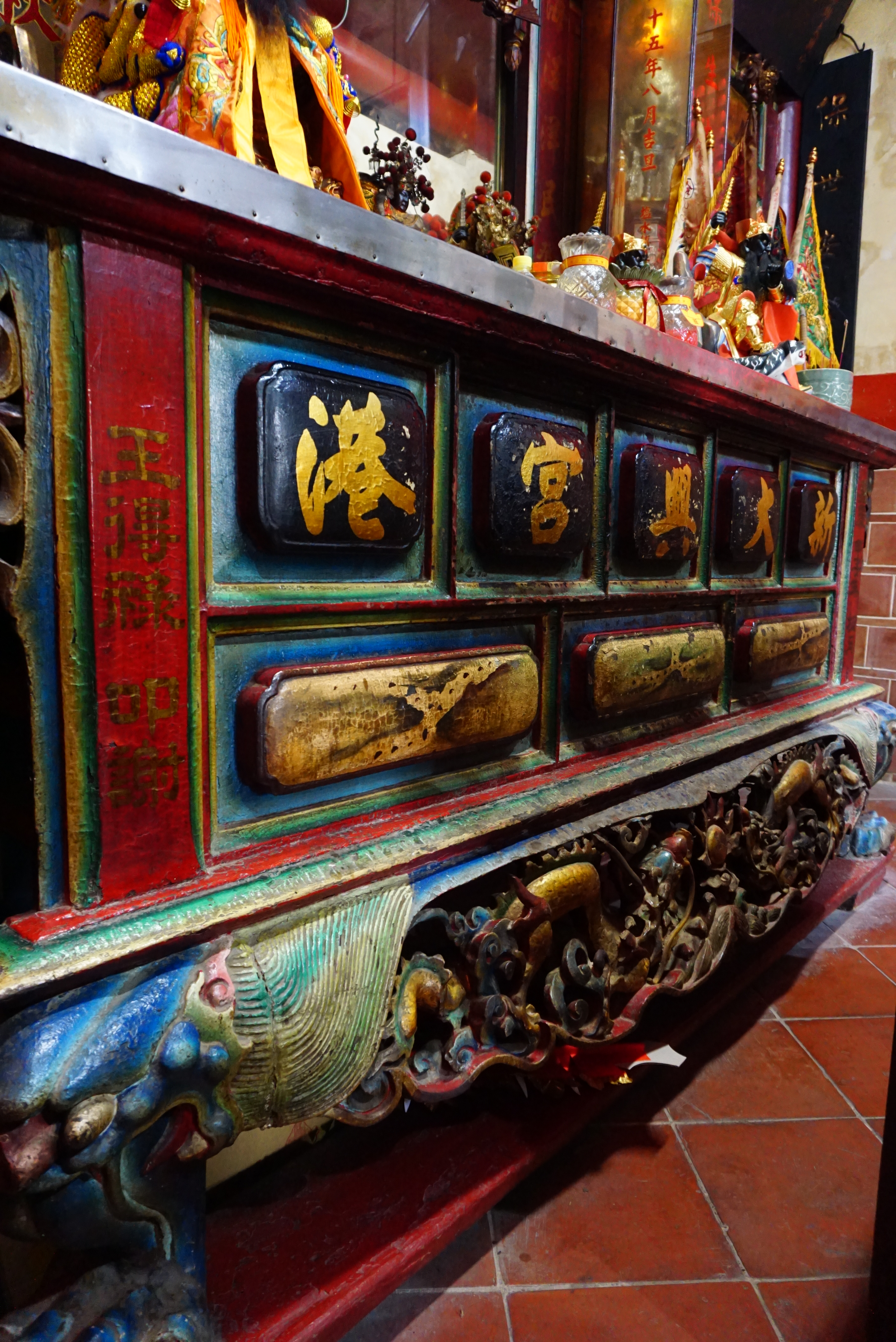
王得祿敬獻的神桌

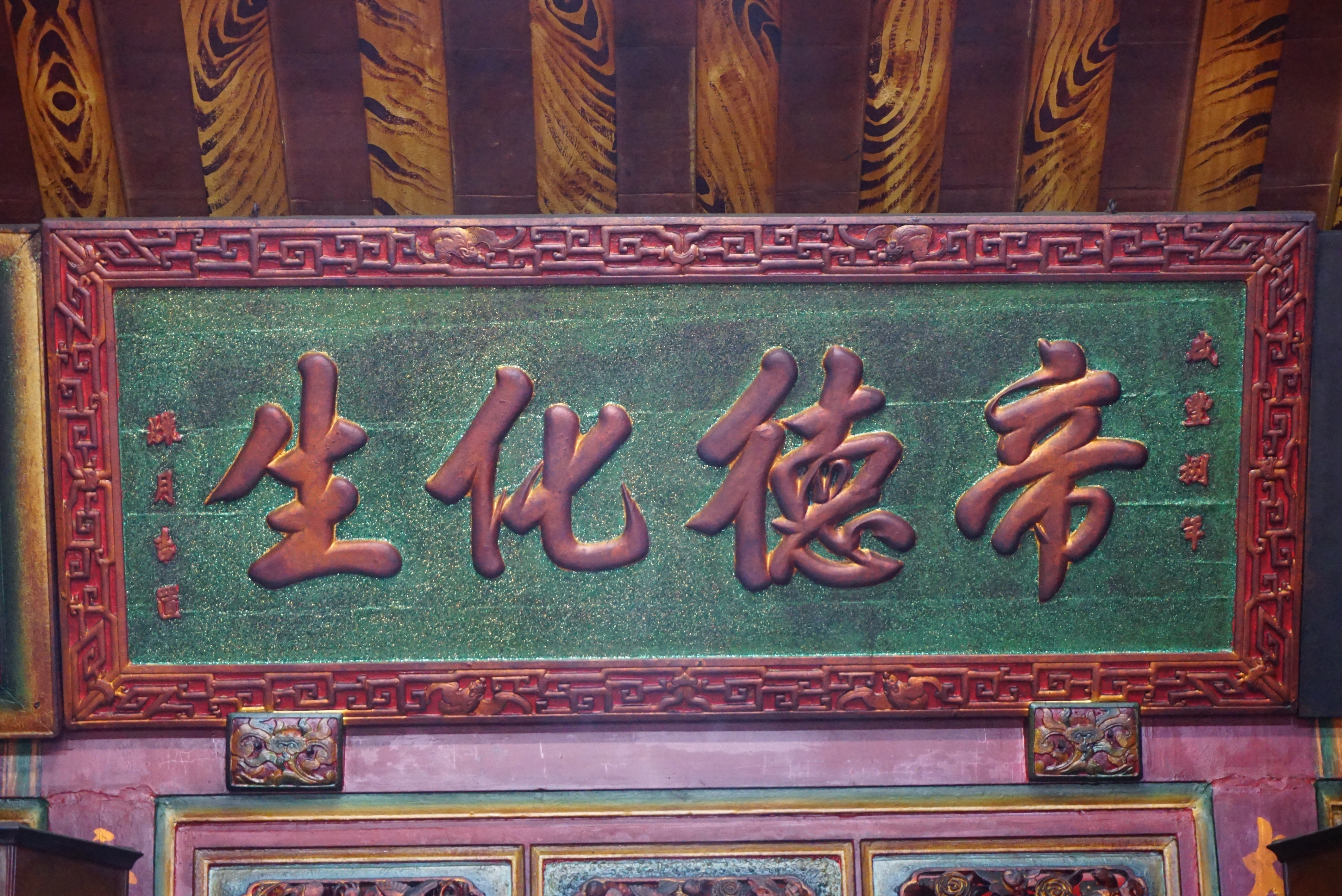
「帝德化生」古匾
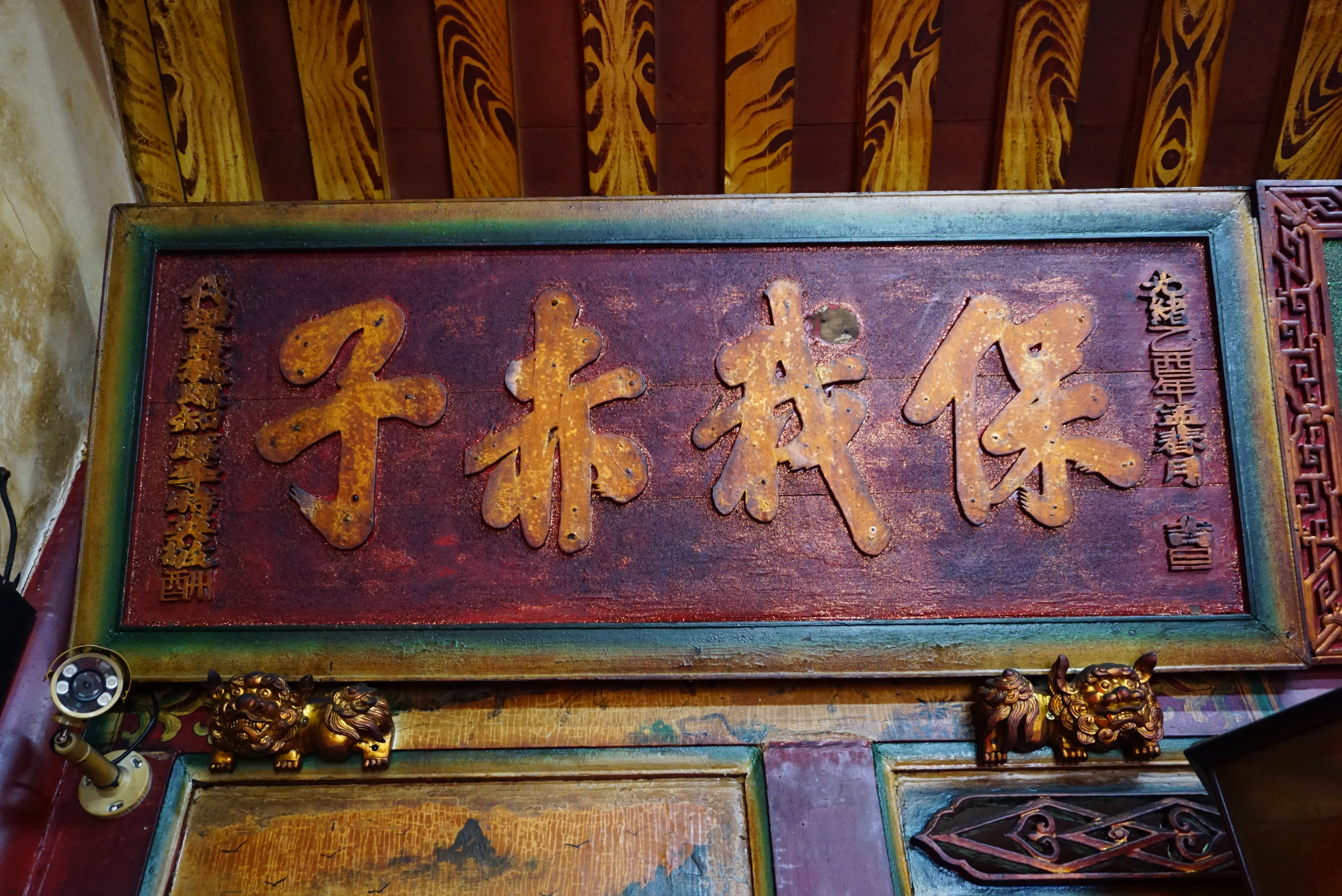
「保我赤子」古匾
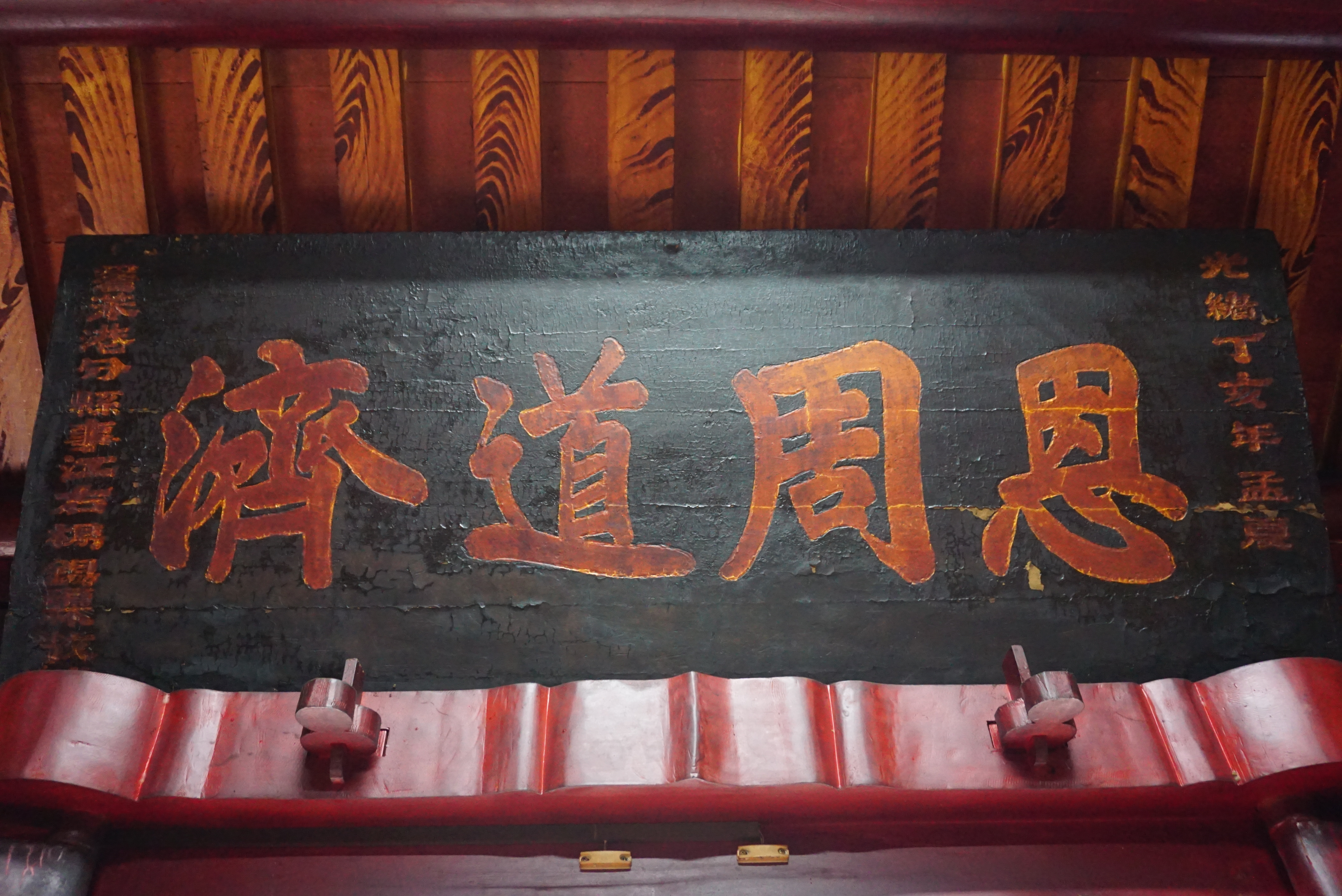
「恩周道濟」古匾

咸豐六年的保生大帝神轎一頂。
王得祿敬獻的神桌。
「帝德化生」古匾，咸豐八年立。
「保我赤子」古匾，光緒乙酉年孟春月，代理嘉義縣知縣李時英敬酬。
「恩周道濟」古匾，光緒丁亥年孟夏，暑笨港分縣事江右楊錫霖敬酬。

## 外部連結
- 新港大興宮的Facebook專頁